# Alf Clausen
Alf Clausen, född 28 mars 1941 i Minneapolis, Minnesota, död 29 maj 2025 i Los Angeles, Kalifornien, var en amerikansk kompositör av film- och TV-musik. Han är mest känd för att ha gjort musiken till ett flertal avsnitt av den tecknade komediserien Simpsons, för vilken han stod som ensam kompositör sedan 1992. Clausen skrev eller arrangerade musik till mer än 30 filmer och TV-program, bland annat Par i brott, Den nakna pistolen, Alf och Fira med Ferris.

## Biografi
Clausen föddes i Minneapolis i Minnesota, men växte upp i Jamestown i North Dakota. Han utbildade sig på North Dakota State University, University of Wisconsin-Madison och Berklee College of Music i Boston, där han tog examen i arrangemang och komposition. Hans första arbete inom musiken var som valthornist och basist, och senare som instruktör på Berklee.
Han har komponerat musik för många TV-serier och filmer, bland annat Par i brott, (för vilken han fick sex Emmynomineringar), Simpsons (för vilken han hittills fått två Emmys, tre Annie Awards, tre International Monitor Awards, arton Emmynomineringar och tre Annienomineringar), Bette, The Critic, Alf, Christine Cromwell, Dads, Double Agent, Fame, Harry, Lime Street, My First Love, Tragedi i tre akter, Police Story, She Knows Too Much, Stranded och Wizards & Warriors.
Bland filmerna kan nämnas Half Baked och Number One With a Bullet. Bland filmer där han har samarbetat med andra kompositörer kan nämnas Nu flyger vi ännu högre, The Beastmaster, Fira med Ferris, Dragnet, Into the Night, Micki + Maude, Se upp, farsan är lös!, Den nakna pistolen, Splash, Drömtjejen och Wise Guys. Han har också varit chefsdirigent, kompositör och arrangör för några varietéprogram, till exempel The Donny & Marie Show, Mary och The Mary Tyler Moore Hour.
Bland framgångsrika cd-skivor (där han står som låtskrivare, dirigent och producent) finns Songs in the Key of Springfield, Go Simpsonic with The Simpsons och The Simpsons: Testify. 2005 kom Swing Can Really Hang You Up The Most, med hans eget band, Alf Clausen Jazz Orchestra.
Senare kom han att skriva musiken till Rita & Runts parodisånger i avsnittet "Les Miseranimals" i TV-serien Animaniacs.
Clausens musik och arrangemang har använts av många artister och reklammakare. Bland annat finns den representerad på Universal Studios Tram Tour 2000. Han har även komponerat för musiker som Buddy Rich, Thad Jones, Mel Lewis, Ray Charles, Woody Herman, Stan Kenton och Denny Christianson. Han är medlem i AFM, ASCAP, ATAS, IAJE, NARAS, Society of Composer & Lyricists (före detta vice chef och medlem i Board of Directors), Songwriters Guild, SAG, Who's Who In The West, Who's Who In California, och Who's Who In Entertainment.

### Fotnoter
1. ↑  ”Biography”. Alf Clausen.com. Arkiverad från originalet den 23 juli 2011. https://web.archive.org/web/20110723214257/http://www.alfclausen.com/bio.aspx. Läst 5 augusti 2011.
2. ↑  Beal Jr., Jim (23 september 2007). ”1,000 Words (Or Less); The road to Springfield”. San Antonio Express-News:  s. 03J.
3. ↑  Alf Clausen, Emmy-Winning ‘Simpsons’ Composer, Dies at 84 (engelska)